# Siegfried Ebel
Siegfried Ebel (* 3. Februar 1934 in Schmölln, Thüringen; † 29. Juli 2019 in Würzburg) war ein deutscher Pharmazeut und Professor für Pharmazeutische Chemie an der Universität Würzburg.

## Akademische Laufbahn
Ebel studierte ab 1956 an der Philipps-Universität Marburg. Dort beendete er 1959 sein Pharmazie- und  1961 sein Chemiestudium. Drei Jahre später folgte die Promotion am Institut für Pharmazeutische Chemie und Lebensmittelchemie bei H. Böhme. Anschließend bereitete Siegfried Ebel in Marburg bis 1968 seine Habilitation vor. Während dieser Zeit erlangte er mit der Lebensmittelchemiker-Hauptprüfung seinen dritten Studienabschluss.
Für seine erste Professur verblieb der Wissenschaftler 1969 an der Universität Marburg. Zwei Jahre danach folgte die Ernennung zum Abteilungsleiter für die Fachrichtung Pharmazeutische Chemie. In den frühen 1970er Jahren beschäftigte sich Ebel mit der Rechnersteuerung in der Analytischen Chemie. Die Arbeiten auf diesem Gebiet brachten ihm internationale Anerkennung ein. Ebel erhielt Aufträge aus der Industrie für die Schmiermittel- und Pflanzenschutzanalytik. 1977 baute er in Thailand das Institut für Arzneimittelprüfung auf und war auch in den folgenden Jahren in Asien aktiv, indem er zum Beispiel Gastprofessuren in Indonesien wahrnahm.
1982 wurde Ebel als Nachfolger von Carl Heinz Brieskorn an die Universität Würzburg berufen. Sein Arbeitsgebiet beinhaltet unter anderem die Analytik von Arzneistoffen und Arzneimitteln sowie die Automatisierung dieser Analytik und die dabei anfallende Datenverarbeitung. Des Weiteren widmete er sich den verschiedenen Analyseverfahren und ihren Kopplungen. In Würzburg wurde Ebel, wie bereits zuvor in Marburg, zum Dekan seiner Fakultät gewählt.

## Mitgliedschaft in Gremien
Das Fachwissen Siegfried Ebels war bis zu seinem Tode international gefragt. So war er zum Beispiel Mitglied der Europäischen Arzneibuchkommission und dort auch Vorsitzender der Expertengruppe Pharmazeutische Chemie. Außerdem leitete er eine Expertengruppe gleichen Namens bei der Deutschen Arzneibuchkommission. Seit 1998 war Ebel Mitglied und stellvertretender Vorsitzender des Wissenschaftlichen Beirats des Bundesinstituts für Arzneimittel und Medizinprodukte.